# سیارک ۱۳۷۷۰
سیارک ۱۳۷۷۰ (به انگلیسی: 13770 Commerson، نامگذاری:1998ST145) سیزده هزار و هفتصد و هفتادمین سیارک کشف شده‌است که در ۲۰ سپتامبر ۱۹۹۸ کشف شد.
قدر مطلق سیارک برابر ۳۲.۳ است.